# Хармад
Хармад (стгрч. ΧαρμαδαςΧαρμαδας; 168/7. п. н. е. - око 95. п. н. е.) - старогрчки филозоф.
Био је грчки академски скептик филозоф и Карнеадов ученик на Платоновој кадемији у Атини. Био је познат по свом елегантном стилу. Увео је наставу реторике у Академију и имао је много ученика. Био је ученик код Карнеада седам година (145–138. п. н. е.), а касније је водио сопствену школу у Птолемејевој гимназији у Атини. Он је био из Александрије и тамо је живео, пре него што је отишао у Атину око 145. п. н. е. Био је одличан ретор и познат по свом изузетном памћењу и по способности да запамти читаве књиге, а затим их рецитује. Попут Филона из Ларисе, следио је умеренији филозофски скептицизам. Луције Лициније Крас и Марко Антоније (говорник) били су његови најистакнутији ученици. Даље, Филодем нам је сачувао имена других ученика: Диодор из Адрамитиона, Аполодор из Тарса, Хелиодор из Малоса, Фанострат из Трала и извесни Аполоније.